# Elena Wolay
Elena Smon Wolay, född 24 april 1986, är en svensk musikjournalist, DJ, klubb- och festivalarrangör med inriktning på jazz, krautrock och annan experimentell/alternativ musik.

## Biografi
Elena Wolay växte upp i Jönköping, med föräldrar från Eritrea.
Wolay har under ett antal år bedrivit olika typer av kulturverksamhet under paraplynamnet Jazz Är Farligt (namnet är hämtat från punksamlingen Punk är trevligt – Jazz är farligt från 1979). Hon har bland annat arrangerat klubben Jazz Är Farligt på Strand Hornstull i Stockholm. Sommaren 2014 tog hon Jazz Är Farligt till nöjesfältet Liseberg, där hon arrangerade en endagsfestival på Taubescenen, en musikfestival som återkommit till Liseberg åren 2015–2018.
Som en del av konceptet Jazz Är Farligt har Wolay föreläst om musikern Sun Ra på Kulturhuset i Stockholm och om musikgenren afrofuturism på Lunds universitet. I november 2016 deltog Wolay dessutom i SVT-programmet Kobra, i ett avsnitt om afrofuturism. Hon var även DJ när bandet Sun Ra Arkestra besökte jazzklubben Fasching i Stockholm år 2014 och har skapat barnföreställningen Sun Ra och hans Saturn(us), som bygger på Sun Ras musik och filosofi.
Wolay har verkat som skribent för bland annat Orkesterjournalen, Lira och Feministiskt Perspektiv.
Elena Wolay är en återkommande röst i Sveriges Radio P2. Hon har studerat radiojournalistik på Vara folkhögskola och förklarat att det för henne som kvinna med föräldrar från Eritrea inte var något naturligt val att bli musikjournalist. Elena Wolay låg bakom två längre musikdokumentärer i programserien P2 Dokumentär från åren 2015 och 2016, och utgjorde den ena halvan av duon bakom Elena och Jockum i P2 (med Jockum Nordström), en programserie i två delar från år 2017. Hon har vid ett par tillfällen varit programledare för Kalejdoskop i P2, varit gäst i Klingan samt deltagit i Duellen i P2 (tillsammans med Nils Landgren). Hon har gästat radioprogrammet Musikguiden i P3, intervjuat jazzmusikern Roscoe Mitchell i programmet Jazzradion i P2 och varit reporter under Sveriges Radios livesändningar från Stockholm Jazz Festival åren 2015-2016.
Under en period var Elena Wolay musikproducent på Inkonst i Malmö.
Elena Wolay har suttit i Manifestgalans jury för kategorin Jazz under år 2018 och 2019.

## Priser och utmärkelser
- 2017 – Basisten (utmärkelse från Riksförbundet Svensk Jazz)[40]
- 2021 - Årets indie (hederspris från manifestgalan)